# Letesenbet Gidey
Letesenbet Gidey (tigrinya: ለተሰንበት ግደይ)  (Tigre, 20 de març de 1998) és una corredora de llarga distància etíop. És la campiona del món sub 20 de camp a través de 2015 i 2017, la quarta dona en guanyar títols consecutius. Al Campionat Mundial de Doha del 2019, Letesenbet va guanyar la medalla de plata en els 10.000 m. El 7 d'octubre de 2020, al NN València World Record Day, va establir un nou rècord mundial de 5.000 metres en 14:06.62.

## Primers anys de vida
Letesenbet Gidey va néixer a Endameskel, a la Regió Tigre a Etiòpia. Va ser la quarta filla dels seus pares, amb dos germans i una germana, i va créixer a la granja familiar.
Va guanyar una carrera amb obstacles de 3000 m + 2000 m al Campionat Escolar d'Etiòpia el 2012.

## Carrera

### 2014
Letesenbet va córrer els 5.000 m al Campionat d'Etiòpia el juny de 2014. Almaz Ayana va guanyar en un temps de 16:11.40 per davant de Kidsan Alema en 16:13.48 i amb Letesenbet en tercer lloc en 16:19.30.

### 2015
Letesenbet va guanyar la cursa de camp a través Jan Meda en categoria júnior en un recorregut de 6 km. El seu temps guanyador va ser de 20:30, amb Dagmawit Kbru en 20:31 com a subcampiona.
Letesenbet va participar al Campionat Mundial de camp a través de 2015 de la IAAF a Guiyang, Xina, el 28 de març. Va guanyar el títol mundial sub 20 al recorregut de 6030 m en un temps de 19:48, a més del títol per equips. Als 17 anys es va convertir en la guanyadora júnior femenina més jove amb 15 anys. Les seves companyes etíops van acabar Dera Dida segona i Etagegne Woldu tercera, amb 19:49 i 19:53 respectivament.
Letesenbet va guanyar una cursa de 5.000 m a Bottrop el 21. Juny de 2015 en un temps de 15:39.83. La segona classificada va ser Jana Groß-Hardt en 17:06.33. Originalment, Letesenbet va ser desqualificada perquè va trepitjar un marcador a la pista. Groß-Hardt va pujar al cim del podi durant la cerimònia del guanyador. Letesenbet es va oposar a aquesta decisió argumentant que aquest error de mesura no li havia donat un avantatge injust i, com a resultat, la seva victòria es va restablir.
El 15 de juliol, Letesenbet va córrer els 3000 m femenins al Campionat Mundial d'Atletisme sub 18 a Cali, Colòmbia. Shuru Bulo (Etiòpia) va guanyar en un temps de 9:01.12 i Emily Chebet Kipchumba (Kenya) el segon lloc en 9:02.92. Sheila Chelangat (Kenya) va aconseguir el tercer lloc amb 9:04.54 i Letesenbet va quedar quarta en 9:04.64.

### 2016
El 30 de juny, va córrer els 5.000 metres al Mitin Internacional Ciutat de Barcelona, que va guanyar en 14:45.63 derrotant a Genzebe Dibaba que va abandonar després de 3600 m.

### 2017
Letesenbet va guanyar la seva segona cursa camp a través Jan Meda en categoria sub 20 el 12 de febrer de 2017 a Addis Abeba. Va guanyar en un temps de 21:17. Zeyneba Yimer va acabar segona en 21:37 i Hawi Feyisa va quedar tercera amb un temps de 21:44.
El 26 de març de 2017, Letesenbet va córrer a la prova femenina del Campionat Mundial de camp a través sub 20 de la IAAF. Va acabar primera a la cursa de 6 km a Kampala, Uganda. Hawi Feysa (Etiòpia) va acabar en segona posició amb Celliphine Chespol (Kenya), tercera classificada.
Va competir en els 5000 metres femenins al Campionat del Món d'atletisme del 2017. Va passar a la final i va acabar 11a de 14 participants. La final la va guanyar Hellen Obiri (Kenya) en un temps de 14:34.86, la medalla de plata va ser per Almaz Ayana (Etiòpia) amb 14:40.35 i el bronze per Sifan Hassan (Països Baixos) amb 14:42.73.

### 2018
Letesenbet va guanyar la sisena prova camp a través de la IAAF a San Vittore Olona, Itàlia. El seu temps guanyador va ser 18:14 en un recorregut de 6 km, Daisy Jepkemei (Kenya) va acabar en segon lloc amb 18:18.
Va córrer els 5.000 metres a Eugene, EUA, el 26 de maig. Letesenbet va quedar segona amb un temps de 14:30.29. Genzebe Dibaba (Etiòpia) va guanyar amb 14:26.89 i Hellen Obiri (Kenya) es va classificar tercera amb 14: 35.03.

### 2019
El 10 de febrer de 2019, Letesenbet va córrer la cursa Jan Meda Cross Country a Addis Adaba. La cursa femenina de 10 km va veure la victòria de Dera Dida en 35:50 i Letesenbet va quedar segona en 35:55.
A l'edició del 2019 del Campionat Mundial de curs a través de la IAAF, Letesenbet va participar en la cursa sènior femenina. La campiona del món de 5.000 m Hellen Obiri (Kenya) va guanyar la cursa de 10.2 km a Aarhus, Dinamarca. El temps guanyador per Obiri va ser de 36:14, amb Dera Dida com a subcampiona i Letesenbet aconseguint la medalla de bronze.
Letesenbet va córrer els 10000 m al campionat nacional etíop a Addis Abeba el 8 de maig. Va guanyar amb un temps de 32:10,2 i Tsehay Gemechu va acabar segona amb 32:17,2.
El 19 de maig, Letesenbet va córrer els 10 km a Bengaluru. Es va classificar en segona posició, amb Agnes Tirop (Kenya) com a guanyadora i Senbere Teferi (Etiòpia) en tercer lloc, les 3 dones amb el mateix temps de 33:55.
El 30 de juny, la trobada de la Diamond League a Stanford (Califòrnia) Letesenbet va aconseguir el tercer lloc en una prova de 3000 m. La guanyadora va ser Sifan Hassan amb 8:18,49 amb un rècord europeu, l'alemanya Konstanze Klosterhalfen va ser subcampiona amb 8:20,07 i Letesenbet tercera amb 8:20,27. 7 dels 15 primers corredors van aconseguir la seva millor marca personal.
El 17 de juliol va guanyar les proves de 10000 m femenines a Etiòpia. El seu temps guanyador a la pista de Hengelo (Països Baixos) va ser de 30:37.89 i la campiona del món de mitja marató Netsanet Gudeta va quedar subcampiona amb 30:40.85.
A la final de la Diamond League 2019 a Brussel·les, Letesenbet va acabar segona en els 5000 m. Va creuar la meta en 14:29,54 després de la guanyadora Sifan Hassan (Països Baixos) en 14:26,26. Konstanze Kloster va aconseguir el rècord alemany, en 14:29.89 i la campió del món, la kenyana Hellen Obiri, en 14:33.90.
El 28 de setembre, Letesenbet es va convertir en la medalla de plata als 10000 m al Campionat Mundial de Doha del 2019. La cursa la va guanyar Sifan Hassan (Països Baixos) en un temps de 30:17.33, un nou rècord nacional holandès. Letesenbet va acabar en 30:21,23, amb Agnes Tirop (Kenia) en tercera posició en 30:25,50.
El 17 nov, Letesenbet va establir un nou rècord del món en cursa camp a través de 15 quilòmetres de 44:20 a la Zevenheuvelenloop a Nijmegen, millorant l'anterior rècord mundial de Joyciline Jepkosgei per més d'un minut i convertir-se en la primera dona en córrer 15 quilòmetres en menys de 45 minuts. Tirunesh Dibaba havia establert el rècord de 15 quilòmetres a la Zevenheuvelenloop amb 46:28 en 2009 mitjançant la superació de la primera marca de 27 segons. Letesenbet va reduir el rècord de Dibaba en més de 2 minuts. Per aquest rècord mundial, Letesenbet va rebre 50000 €.

### 2020
A la trobada de la Diamond League a Mònaco el 14 d'agost de 2020, Letesenbet va acabar els 5.000 m segona amb un temps de 14:26.57. Hellen Obiri (Kenya) va guanyar en 14:22.12, rècord del certamen. Laura Weightman (Regne Unit) es va classificar tercera amb 14:35.44.
El 7 d'octubre de 2020, a la NN València World Rècord Day celebrada a l'Estadi del Túria de València, va establir un rècord mundial de 14:06,62 en els 5.000 metres, millorant el rècord que ja durava 12 anys de Tirunesh Dibaba en més de 4 segons.

### 2021
El 24 d'octubre de 2021 Letesenbet va batre el rècord del món femení de mitja marató amb una marca 1.02:52, a la 30ª edició de la Mitja Marató València.

## Millors marques personals

### A l'aire lliure
| Esdeveniment   | Temps     | Lloc                   | Data                   |
| -------------- | --------- | ---------------------- | ---------------------- |
| 1500 metres    | 4: 11.11  | Hérouville-en-Vexin    | 15 de juny de 2017     |
| 3000 metres    | 8: 20.27  | Palo Alto (Califòrnia) | 30 de juny de 2019     |
| 5000 metres    | 14: 06.62 | València               | 7 d'octubre de 2020    |
| 10000 metres   | 30: 21,23 | Doha                   | 28 de setembre de 2019 |
| 10 quilòmetres | 33:55     | Bangalore              | 19 de maig de 2019     |
| 15 quilòmetres | 44: 20 *  | Nimega                 | 17 de novembre de 2019 |
| Mitja Marató   | 1.02:52   | València               | 24 d'octubre de 2021   |

* amb marcapassos